# Музей невинності
Музей невинності (тур. Masumiyet Müzesi) — музей у кварталі Чукурджума району Бейоглу в Стамбулі. Музей засновано в 2012 році турецьким нобелівським лауреатом Орханом Памуком, уже після написання ним однойменного роману. Памук створив тандем музею та роману, зосередившись на історіях двох стамбульських родин. 17 травня 2014 року музей було проголошено переможцем тогорічної премії Європейський музей року.
Роман і музей пропонують зануритись у життя вищого класу населення Стамбула в періоді між 1970-ми та 2000-ми роками. У романі розповідається історія Кемала, багатого стамбульця, що закохався в свою бідну двоюрідну сестру, а музей ілюструє пам'ятні предмети з їхньої історії кохання. Згідно із вебсайтом музею, в останньому експонуються речі, які персонажі використовували, одягали, чули, бачили, збирали та мріяли, що педантично розкладені по коробках і кімнатах музею.
Експозиція, що складається з понад тисячі об'єктів, міститься в будинку XIX століття на розі вулиць Чукурджума та Далґіч.